# Podturn, Mokronog - Trebelno
Podturn je naselje v Občini Mokronog - Trebelno.